# Can Bertrand
Can Bertrand era un recinte industrial de Sant Feliu de Llobregat (Baix Llobregat), del que es conserven tres naus, incloses a l'Inventari del Patrimoni Arquitectònic de Catalunya. L'antiga casa del director, actualment comissaria de policia, està catalogada com a bé cultural d'interès local.

## Història
Cap al 1847, Manuel Bertrand i Cortalé (1804-1884), natural de La Roca d'Albera (Rosselló) i casat amb Francesca Salsas, de Palau del Vidre, es va instal·lar a Molins de Rei, on fundà una fàbrica tèxtil. El 1861 va posar en marxa una fàbrica d'estampats de cotó al costat del canal de la Infanta, que va funcionar amb talers manuals fins al 1873, quan es va instal·lar una màquina de vapor amb la instal·lació de tres calderes cilíndriques horitzontals que donaven una potència de 150 CV. El 1897, tenia més de 500 treballadors, en la seva majoria dones, i s'hi feia el cicle complet del cotó (filar, teixir, tintar i estampar).
Els seus fills Joan i Josep Bertrand i Salsas s'incorporaren al negoci, que a partir de la mort de Manuel Bertrand el 1884 s'anomenà J. i J. Bertrand, i a les dues fàbriques que ja tenien a Rubí i a Sant Feliu de Llobregat, hi afegiren una tercera a Vila-rodona (Alt Camp) i una quarta al carrer de Santaló, a Sant Gervasi de Cassoles. El despatx central era inicialment al carrer de Mendizábal (actualment Junta de Comerç), 7 i posteriorment, a les cases Bertrand dels carrers de Balmes, 44-50 i Diputació, 235, construïdes entre 1901 i 1905 per l'arquitecte Enric Sagnier. Josep Bertrand va morir el 1910 i l'empresa quedà en mans del seu germà Joan, que n'impulsà una expansió, afavorida per la Primera Guerra Mundial. El producte central eren les panes, però al seu catàleg hi havia estampats, mocadors (de cotó, fil i seda), mantes de cotó, llenceria, teixits per a camises, etc.
Arran de la crisi del sector tèxtil als anys 1960, la fàbrica va tancar i les naus van allotjar tallers dedicats a altres activitats fins que, a partir del 2015, l'Ajuntament de Sant Feliu hi va emprendre un projecte de rehabilitació.

## Descripció

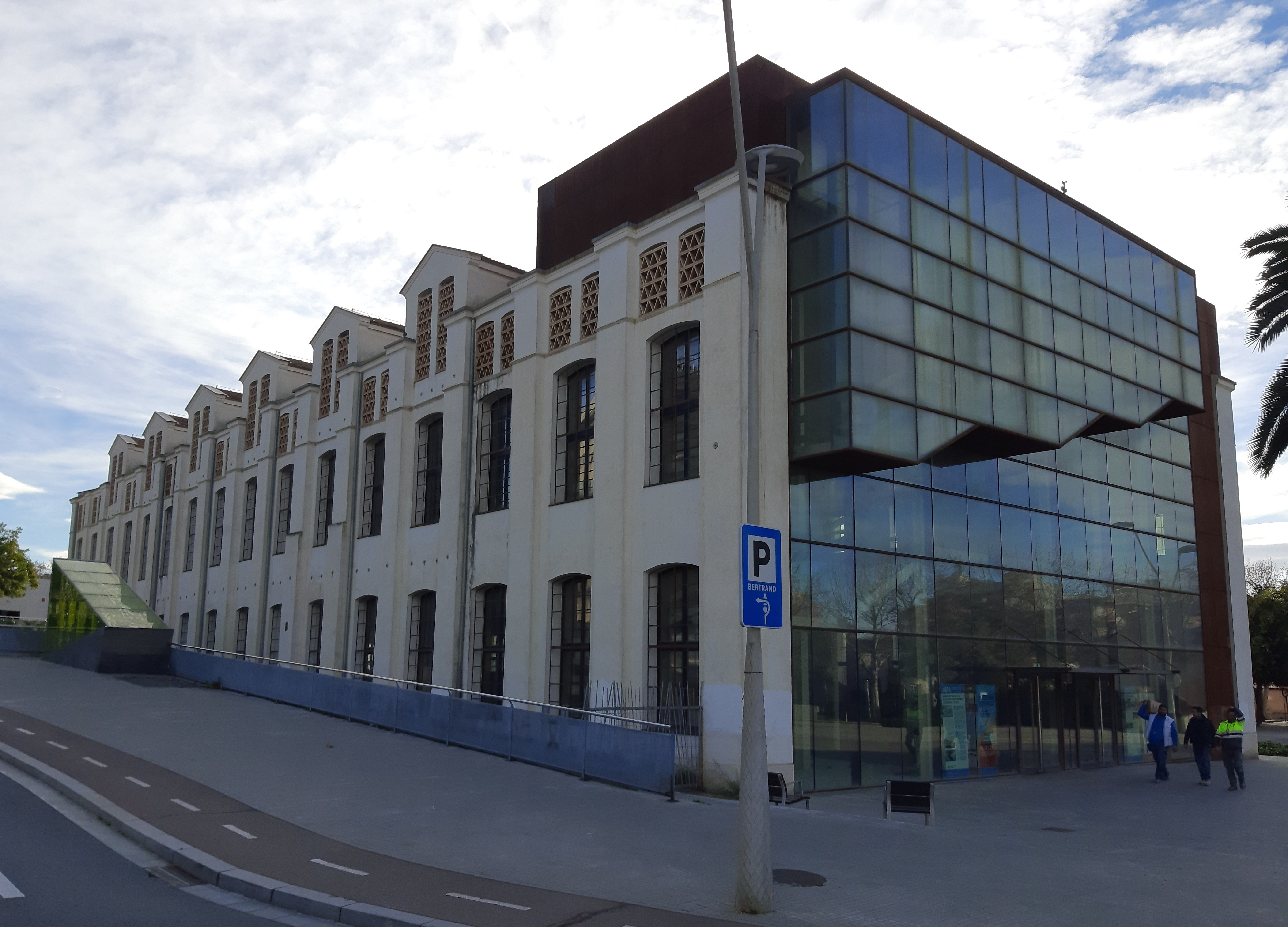
Nau de les Sedes

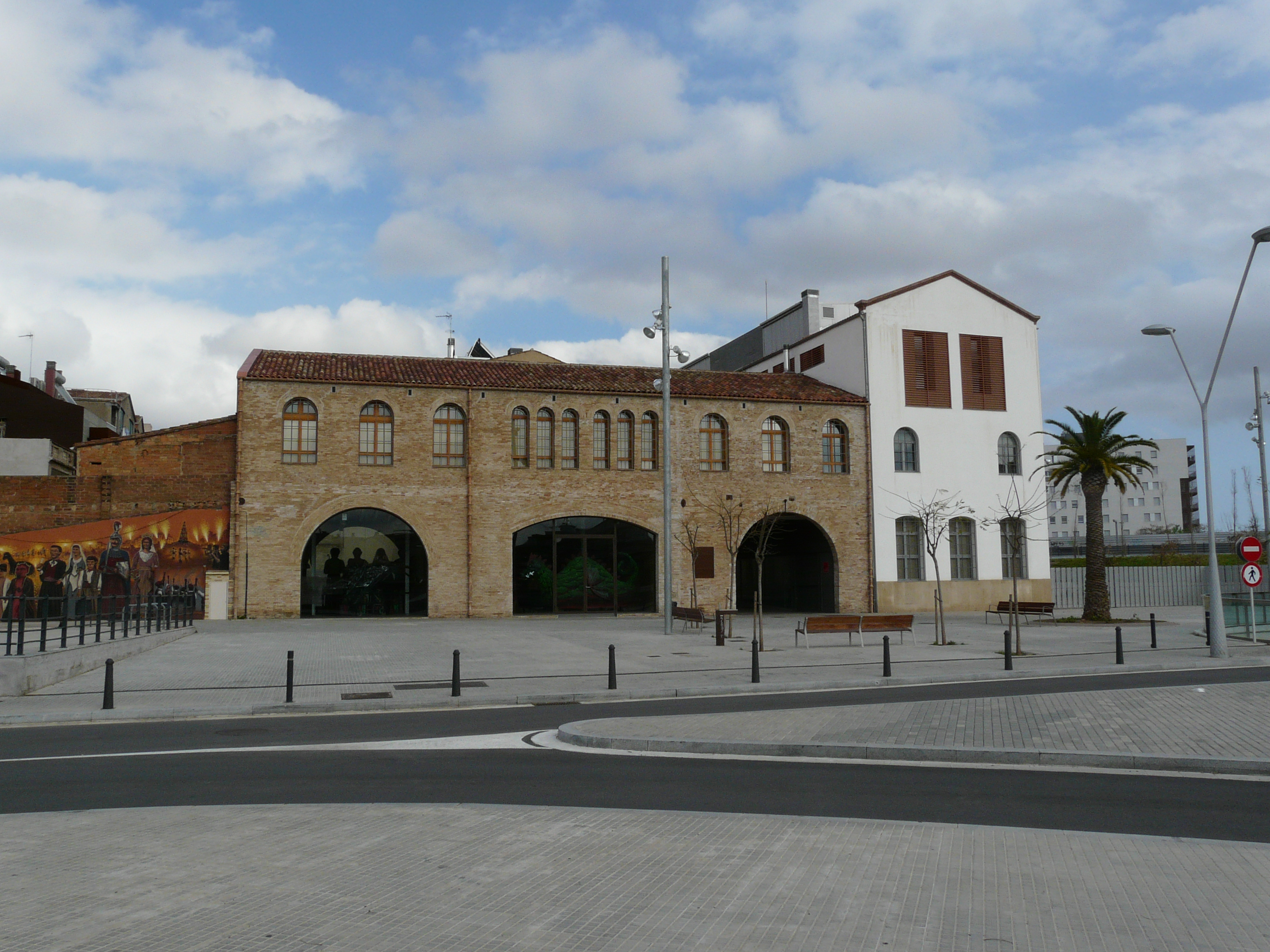
Naus de la banda nord

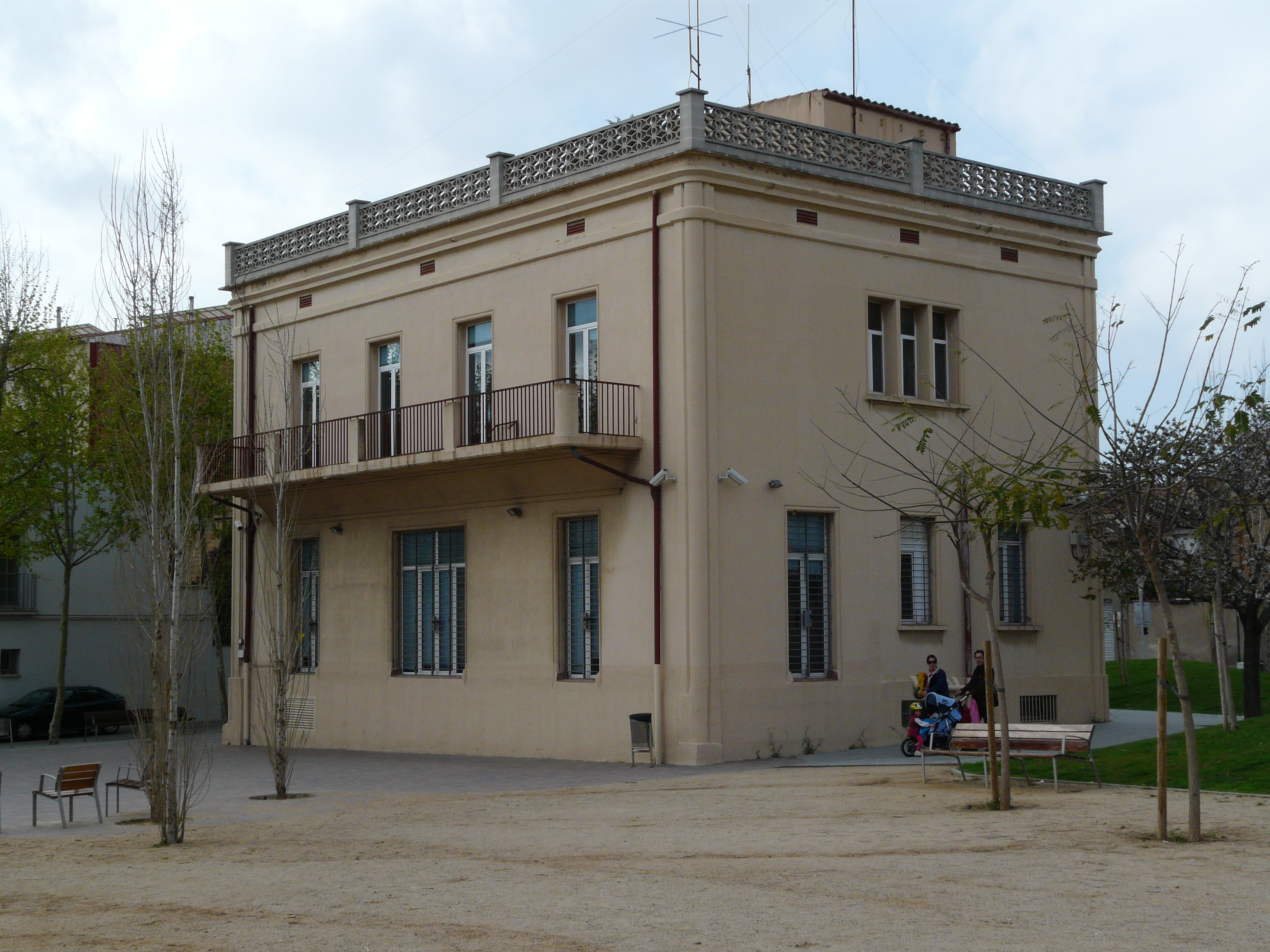
Antiga casa del director, actual comissaria de policia

De les naus que hi havia al recinte fabril, se n'han conservat tres. La més gran, anomenada de les Sedes, es troba a l'oest del recinte i les altre dues, al nord, són paral·leles entre sí, però resten unides per una nau transversal. Es tracta d'edificis de planta baixa i dos pisos, a l'estil de Manchester, amb cobertes a dues aigües. El parament és de maó arrebossat, a diferència d'altres naus de l'època.
La nau de les Sedes presenta als costats llargs en planta baixa i primer pis una successió de finestres d'arc molt rebaixat. A la part superior, la zona d'assecat de les peces de roba presenta obertures més petites també en arc rebaixat destinades a la ventilació de l'espai i, per tant, cobertes amb maó formant gelosia. La coberta es resol amb mansardes cap aquests costats llargs. Els costats curts mostren amb la forma del coronament la silueta de la teulada a dues aigües. Presenten diverses finestres i la que està orientada al nord té una escala exterior que s'adossa a la façana creuant-la en diagonal i permet l'accés als pisos superiors.
Les altres dues naus restaurades són més petites i de línies més senzilles. Destaca la combinació de d'arc rebaixats amb altres de mig punt. Als interiors, destaquen les columnes de fosa que suporten voltes d'arc escarser.

### Casa del director
És un edifici aïllat de considerables dimensions, de planta quadrada i volumetria cúbica. Té planta baixa i pis i terrat a la catalana. A l'actual façana principal, unes escales adossades portes cap a la porta d'accés, flanquejada per sengles finestres. Al pis i a sobre de la porta, hi ha un petit balcó de plataforma rectangular i recolzat en dues petites mènsules. Té una barana d'obra que repeteix i enllaça la forma de dos hexàgons concèntrics travessats pels seus radis, de manera que es crea un efecte visual geomètric. A banda i banda del balcó, dues finestres rectangulars just a sobre de les de la planta baixa. El conjunt està rematat per una cornisa de motllures amb espiralls i la barana del terrat superior. Les altres façanes són també de disseny senzill. A la façana sud, que segurament havia estat la principal, destaca al pis una balconada de barana de ferro, suportada sobre una única mènsula correguda. En temps més recents, va ser seu de Ràdio Sant Feliu i, posteriorment, comissaria de la Policia Nacional.